# Afrika-Cup der Frauen 2018
Der Afrika-Cup der Frauen 2018 (englisch 2018 Total Women’s Africa Cup of Nations Ghana 2018, französisch Coupe Coupe d'Afrique des Nations Féminine Total, Ghana 2018) war die 11. Ausspielung der afrikanischen Kontinentalmeisterschaft im Frauenfußball und fand vom 17. November bis 1. Dezember 2018 in Ghana statt. Es siegte die Mannschaft Nigerias.
Die drei besten Mannschaften des Turniers – Nigeria, Südafrika und Kamerun – qualifizierten sich für die Fußball-Weltmeisterschaft der Frauen 2019.

## Qualifikation
Ghana war als Gastgeber automatisch für den Afrika-Cup qualifiziert. 24 der 56 Mitgliedsverbände der CAF hatten eine Mannschaft zur Qualifikation angemeldet. Davon nahmen letztlich 23 Mannschaften an der Qualifikation teil.

## Teilnehmer
| Ghana (Gastgeber) | Algerien | Äquatorialguinea* | Kamerun   |
| Mali              | Nigeria  | Sambia            | Südafrika |

Anmerkung: * Die Mannschaft wurde zunächst disqualifiziert und Kenia nachnominiert. Am 7. November 2018 wurde die Disqualifikation zurückgenommen und Äquatorialguinea für das Turnier zugelassen. Äquatorialguinea kann sich aber aufgrund einer FIFA-Sperre nicht für die WM qualifizieren.

## Spielorte
Das Turnier fand in Accra und Cape Coast in jeweils einem Stadion statt.
| Accra                | Cape Coast                |
| -------------------- | ------------------------- |
| Accra Sports Stadium | Cape Coast Sports Stadium |
| Kapazität: 40.000    | Kapazität: 15.000         |
|                      |                           |

## Turnier
Die Auslosung der Gruppenphase fand am 21. Oktober 2018 in Accra statt. Ghana als Ausrichter und Nigeria als Titelverteidiger waren automatisch als Gruppenköpfe gesetzt, Kamerun und Südafrika wurden Topf 1 und die restlichen Teams Topf 2 zugeordnet.

### Vorrunde

#### Gruppe A
| Pl. | Land     | Sp. | S | U | N | Tore    | Diff. | Punkte |
| --- | -------- | --- | - | - | - | ------- | ----- | ------ |
| 1.  | Kamerun  | 3   | 2 | 1 | 0 | 006:200 | +4    | 07     |
| 2.  | Mali     | 3   | 2 | 0 | 1 | 006:500 | +1    | 06     |
| 3.  | Ghana    | 3   | 1 | 1 | 1 | 003:300 | ±0    | 04     |
| 4.  | Algerien | 3   | 0 | 0 | 3 | 002:700 | −5    | 0      |

|                                 |   |          |           |
| 17. November 2018 in Accra      |   |          |           |
| Ghana                           | – | Algerien | 1:0 (1:0) |
| Mali                            | – | Kamerun  | 1:2 (0:0) |
| 20. November 2018 in Accra      |   |          |           |
| Ghana                           | – | Mali     | 1:2 (0:1) |
| Kamerun                         | – | Algerien | 3:0 (1:0) |
| 23. November 2018 in Accra      |   |          |           |
| Kamerun                         | – | Ghana    | 1:1 (1:1) |
| 23. November 2018 in Cape Coast |   |          |           |
| Algerien                        | – | Mali     | 2:3 (1:0) |

#### Gruppe B
| Pl. | Land             | Sp. | S | U | N | Tore    | Diff. | Punkte |
| --- | ---------------- | --- | - | - | - | ------- | ----- | ------ |
| 1.  | Südafrika        | 3   | 2 | 1 | 0 | 009:200 | +7    | 07     |
| 2.  | Nigeria          | 3   | 2 | 0 | 1 | 010:100 | +9    | 06     |
| 3.  | Sambia           | 3   | 1 | 1 | 1 | 006:500 | +1    | 04     |
| 4.  | Äquatorialguinea | 3   | 0 | 0 | 3 | 001:180 | −17   | 0      |

|                                 |   |                  |           |
| 18. November 2018 in Cape Coast |   |                  |           |
| Nigeria                         | – | Südafrika        | 0:1 (0:0) |
| Sambia                          | – | Äquatorialguinea | 5:0 (2:0) |
| 21. November 2018 in Cape Coast |   |                  |           |
| Nigeria                         | – | Sambia           | 4:0 (1:0) |
| Äquatorialguinea                | – | Südafrika        | 1:7 (1:2) |
| 24. November 2018 in Cape Coast |   |                  |           |
| Äquatorialguinea                | – | Nigeria          | 0:6 (0:4) |
| 24. November 2018 in Accra      |   |                  |           |
| Südafrika                       | – | Sambia           | 1:1 (1:1) |

### Finalrunde

#### Halbfinale
|                                         |   |         |                      |
| 27. November um 15:30 Uhr in Accra      |   |         |                      |
| Nigeria                                 | – | Kamerun | 0:0 n. V., 4:2 i. E. |
| 27. November um 18:30 Uhr in Cape Coast |   |         |                      |
| Südafrika                               | – | Mali    | 2:0 (1:0)            |

#### Spiel um Platz 3
|                                         |   |      |           |
| 30. November um 16:00 Uhr in Cape Coast |   |      |           |
| Kamerun                                 | – | Mali | 4:2 (2:1) |

#### Finale
| Nigeria                                   | Nigeria | Südafrika | Südafrika |
| ----------------------------------------- | --- | --- | --------- |
| Nigeria                                   | \| 1. Dezember um 16:00 Uhr in Accra \| \| Ergebnis: 0:0 n. V., 4:3 i. E. \| \| Schiedsrichterin: Gladys Lengwe ( Sambia) \| \| Spielbericht \| | \| 1. Dezember um 16:00 Uhr in Accra \| \| Ergebnis: 0:0 n. V., 4:3 i. E. \| \| Schiedsrichterin: Gladys Lengwe ( Sambia) \| \| Spielbericht \| | Südafrika |
| Nigeria                                   | Tochukwu Oluehi • Osinachi Ohale, Ngozi Ebere, Onome Ebi, Josephine Chukwunonye • Asisat Oshoala, Rita Chikwelu, Ngozi Okobi, Francisca Ordega (112. Chinaza Love Uchendu), Halimatu Ayinde • Rasheedat Ajibade (62. Chinwendu Ihezuo) Cheftrainer: Thomas Dennerby ( Schweden) | Kaylin Swart • Lebohang Ramalepe, Nothando Vilakazi, Janine van Wyk , Bambanani Mbane • Mamello Makhabane, Linda Motlhalo, Jermaine Seoposenwe, Leandra Smeda (67. Noko Matlou), Busisiwe Ndimeni (73. Nompumelelo Nyandeni) • Thembi Kgatlana Cheftrainerin: Desiree Ellis | Südafrika |
| Nigeria                                   | Elfmeterschießen | | Südafrika |
| Nigeria                                   | 1:1 Ngozi Ebere 2:1 Rita Chikwelu 3:2 Chinwendu Ihezuo 4:3 Chinaza Love Uchendu | 0:1 Noko Matlou 1:1 Lebohang Ramalepe 2:2 Nompumelelo Nyandeni 3:3 Mamello Makhabane 4:3 Linda Motlhalo | Südafrika |
| Nigeria                                   | Ngozi Ebere (29.), Francisca Ordega (92.), Rita Chikwelu (117.) | Kaylin Swart (74.) | Südafrika |
| Nigeria                                   | Asisat Oshoala schießt einen Elfmeter neben das Tor (75.) | | Südafrika |
| 1. Dezember um 16:00 Uhr in Accra         | | |           |
| Ergebnis: 0:0 n. V., 4:3 i. E.            | | |           |
| Schiedsrichterin: Gladys Lengwe ( Sambia) | | |           |
| Spielbericht                              | | |           |

## Schiedsrichterinnen
Hauptschiedsrichterinnen:
- Lidya Tafesse Abebe
- Suavis Iratunga
- Caroline Wanjala
- Maria Rivet
- Bouchra Karboubi
- Patience Ndidi Madu
- Gladys Lengwe
- Fatou Thioune
- Letticia Viana
- Jonesia Kabakama
- Vincentia Amedome
- Dorsaf Ganouati

Schiedsrichterassistentinnen:
- Josiane Mbakop Nfongan
- Denis Kassonoux Akoua
- Mireille Kanjinga
- Mona Mahmoud
- Mary Njoroge
- Lidwine Rakotozafinoro
- Bernadettar Kwimbira
- Queency Victoire
- Fatiha Jermoumi
- Mimisen Iyorhe
- Cisse Adia
- Diana Chikotesha

## Beste Torschützinnen
| Rang | Spielerin         | Tore |
| ---- | ----------------- | ---- |
| 1    | Thembi Kgatlana   | 5    |
| 2    | Fatoumata Diarra  | 3    |
|      | Desire Oparanozie | 3    |
|      | Asisat Oshoala    | 3    |
|      | Racheal Kundanaji | 3    |
| 6    | Ninon Abena       | 2    |
|      | Christine Manie   | 2    |
|      | Ajara Nchout      | 2    |
|      | Gabrielle Onguéné | 2    |
|      | Bassira Touré     | 2    |
|      | Francisca Ordega  | 2    |

Hinzu kamen 21 Spielerinnen mit je einem Tor, sowie ein Eigentor.